# Thecophora papuana
Thecophora papuana är en tvåvingeart som beskrevs av Camras 1961. Thecophora papuana ingår i släktet Thecophora och familjen stekelflugor. Inga underarter finns listade i Catalogue of Life.